# Antiga Església Oriental
|  | No s'ha de confondre amb Esglésies ortodoxes orientals o Cristianisme oriental. |

L'Antiga Església Oriental o Antiga Església de l'Est (siríac: ܥܕܬܐ ܥܬܝܩܬܐ ܕܡܕܢܚܐ, t Attqt d'Man; àrab: كنيسة المشرق القديمة, Kanīsa al-Maxriq al-Qadīma) és una comunitat religiosa establerta el 1968. Segueix les tradicions d'una de les esglésies cristianes més velles, l'Església Assíria Oriental o de l'Est, els orígens de la qual es remunten a la seu de Selèucia-Ctesifon, a la Mesopotàmia central. Bagdad és la seu de l'Antiga Església de l'Est i Mar Thoma Darmo el seu primer patriarca o catolicós (1968-1969). L'actual cap de l'església és el catolicós o patriarca Mar Addai II, des de 1970.

## Establiment
L'Antiga Església de l'Est s'establí en oposició a una reforma introduïda a l'Església Assíria Oriental d'utilitzar el calendari gregorià en lloc del calendari julià tradicional que és diferent per 13 dies. El cisma sorgia a l'Església Assíria de l'Est el 1964 com a resistència a aquests canvis fets a l'església, que així provocaven el sorgiment de l'Antiga Església de l'Est separada amb seu a Bagdad.
El 1968, els seguidors de l'església novament establerta elegien un catolicós o patriarca rival Mar Thoma Darmo, mentre Mar Shimun XXIII continuava com el cap oficial de l'Església Assíria de l'Est. El catolicós elegit era nadiu de Mesopotàmia i abans havia estat metropolità de l'Església Assíria de l'Est a l'Índia, des de 1952 fins a 1968, amb seu a Thrissur, Índia. Es convertia en el cap de l'Antiga Església de l'Est l'octubre de 1968 i es reubicava a Bagdad.
Després de la mort del patriarca Mar Thoma Darmo el 1969, Mar Addai II fou elegit per encapçalar l'Antiga Església de l'Est el febrer de 1970.

## Organització
L'Antiga Església de l'Est es divideix en un cert nombre d'arxidiòcesis i diòcesis de la manera següent:
- Arxidiòcesi patriarcal de Bagdad (Bagdad, a l'Iraq, dirigida pel patriarca Mar Addai II com a catolicós)
- Arxidiòcesi de Kirkuk (Kirkuk, a l'Iraq, dirigida per l'arquebisbe Mar Narsai Toma)
- Arxidiòcesi de Nineveh (Mossul, a l'Iraq, dirigida per l'arquebisbe Mar Toma Gewargis)
- Arxidiòcesi de Síria i el Líban
- Arxidiòcesi d'Europa (Magúncia, a Alemanya, dirigida per l'arquebisbe Timothaus Mar Shallita)
- Diòcesi dels Estats Units i Canadà (Chicago, Illinois, als Estats Units d'Amèrica, dirigida pel bisbe Mar Emmanuel Eilya)
- Diòcesi de Califòrnia (Modesto, Califòrnia, als Estats Units d'Amèrica, dirigida pel bisbe Mar Daniel Yako)
- Diòcesi d'Austràlia i Nova Zelanda (dirigida per l'arquebisbe Mar Yacoub Daniel)

El juny de 2010, l'Antiga Església del Sínode Oriental declarava oficialment que a partir del 2010 celebraria Nadal el 25 de desembre de cada any segons el calendari gregorià. Des del seu establiment, l'església havia continuat celebrant Nadal el 7 de gener de cada any. Aquest moviment significarà que tant l'Antiga Església de l'Est com l'Església Assíria de l'Est seguiran el mateix calendari. L'assumpte de calendari era una de les raons principals per les que l'Església de l'Est s'havia dividit. Pasqua però continuarà sent celebrada segons el calendari julià. No obstant el gest fou vist com un intent de reconciliació per fomentar esforços per a la reunificació. Un sínode conjunt de les dues esglésies que fou proposat, segueix ajornat però s'espera que se celebri en alguna data futura.

## Llista de patriarques o catolicós de l'Antiga Església de l'Est
- Vacant (1964-1967) - primer període de cisma
- Mar Thoma Darmo (1968–1969)
- Mar Addai II (1970–2022)
- Mar Gewargis III Younan (9 juny 2023[2] – present)